# Церович, Новица
Новица Церович (1805, Тушина под Шавником — 1895, Шавник) — черногорский князь, был воеводой, сенатором и баном.
Начальную школу окончил в Жупском монастыре, где его учителем был Панто Чук из Мостара. В двадцать семь лет был избран Дробнячским князем. С Негошем был в дружбе и выполнял его приказы в турецком Дробняке.
В сентябре 1840 по приказу из Цетинье, вместе с Шуйо Караджичем и Мирко Алексичем организовал нападение на Смаил-ага Ченгича, который безжалостными феодальными сборами обирал дробнячских фермеров. Роль Новицы в смерти Смаил-ага Ченгича описал поэт Иван Мажуранич в эпосе "Смерть Смаил-Ага Ченгича", а еще об этой роли можно узнать из народных песен.
В начале 1841 он был назначен воеводой, а в июле того же года сенатором. Позже он поселился в Цетинье.
Очень хорошо знакомый с черногорским правовым обычаем, часто высылался во все части Черногории, когда нужно было решать споры между племенами.
В черногорско-турецкой войне был членом Верховного Командования князя Николы в Герцеговине и в операциях в Баре и Улцине.
Соратник Вальтазара Богишича по сбору информации для Имущественного законника.